# Junta de Zitácuaro
La Suprema Junta Nacional Americana o Suprema Junta Gubernativa de América, también conocida con el nombre de Junta de Zitácuaro, fue un consejo formado a la convocatoria de Ignacio López Rayón en la ciudad de Heroica Zitácuaro entre el 19 de agosto de 1811 y 1813. El 2 de enero de 1812, Calleja derrotó a las tropas insurgentes en la Batalla de Zitácuaro, expulsándolos de la localidad. El propósito de la Junta era instituir un órgano de gobierno para la nación mexicana, en tanto que no reconocía la sujeción a la Junta Suprema Central, por considerarla ilegítima. 
La junta fue instituida el 19 de agosto de 1811. Formaron parte de la Junta, entre otros, José María Morelos y Pavón, José María Liceaga, el cura José Sixto Verduzco y el mismo López Rayón. Los tres últimos fueron nombrados vocales de la Junta por los dieciséis jefes insurgentes regionales que asistieron a la instauración del organismo. Ignacio López Rayón, además, fue elegido Ministro Universal de la Nación y Presidente de la Suprema Corte. Poco después, la Junta nombraría también a Morelos como vocal.
El 2 de enero de 1812, la Junta fue expulsada de la ciudad de Zitácuaro por el ejército español encabezado por Félix María Calleja. De ahí se trasladó a Sultepec, en México, donde produjo algunos documentos interesantes, obra casi todos ellos del zacatecano José María de Cos. 
La Junta de Zitácuaro ejercía la administración de los pueblos bajo su dominio, y en teoría nombraba autoridades locales. Sin embargo, esta última tarea casi siempre recaía en los jefes militares que habían conquistado plazas que estaban fuera de su dominio. Debido a las disensiones sobre el modo de conducir la Junta, en la práctica, su autoridad quedó restringida a un área muy pequeña, y casi todos sus adeptos obraban como mejor pudieran o les pareciera. Finalmente, esa misma incapacidad para extender su autoridad, aunada a los fracasos en la campaña militar llevada a cabo por López Rayón, dieron al traste con la Junta, en el momento en que se pensaba incluir a un representante de la provincia de Oaxaca, recién tomada por Morelos. 
De esta forma, la Junta de Zitácuaro dejó su lugar como máxima autoridad política al Congreso de Anáhuac.

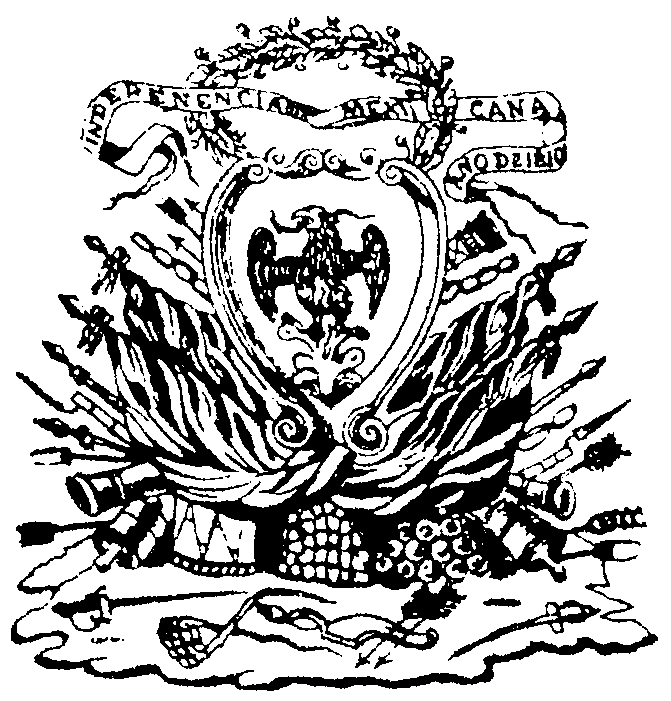
2.° Sello y escudo oficial de la Junta general de la América Septentrional, Junta de Zitacuaro 1815.
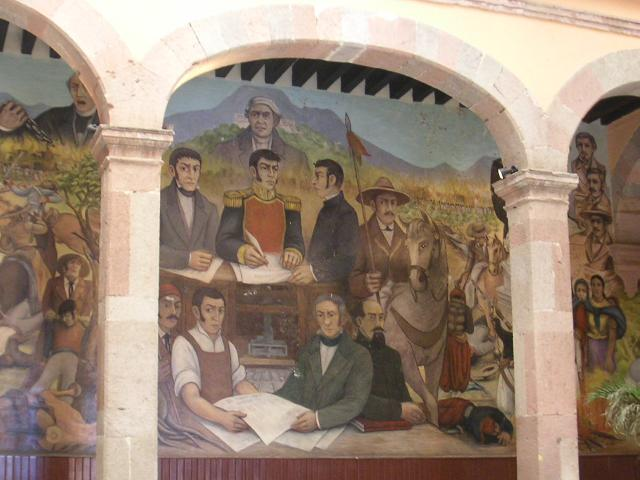
Mural en Zitácuaro, donde se conmemora la instauración de la Suprema Junta Gubernativa de América en esa villa de Michoacán.
Bandera Nacional de Guerra de México como fue dada en el decreto del 14 de julio de 1815 por el "Supremo Congreso Mexicano".
Bandera Parlamentaria de México como fue dada en el decreto del 14 de julio de 1815 por el "Supremo Congreso Mexicano".
Bandera y gallardete de Comercio de México como fue dada en el decreto del 14 de julio de 1815 por el "Supremo Congreso Mexicano".
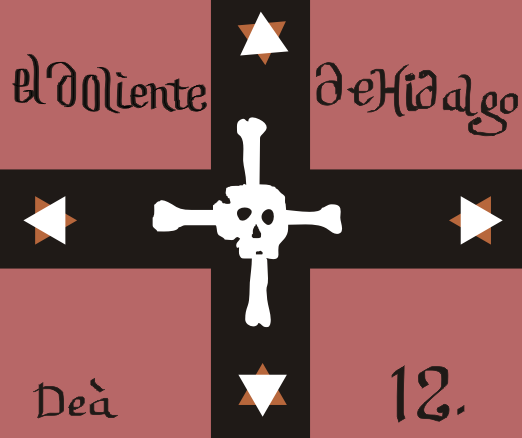
Bandera de El Doliente de Hidalgo, capturada en Zitácuaro el 2 de enero de 1812. Esta bandera era empleada por los insurgentes dirigidos por Ignacio López Rayón, en señal de luto por la muerte del cura Miguel Hidalgo.
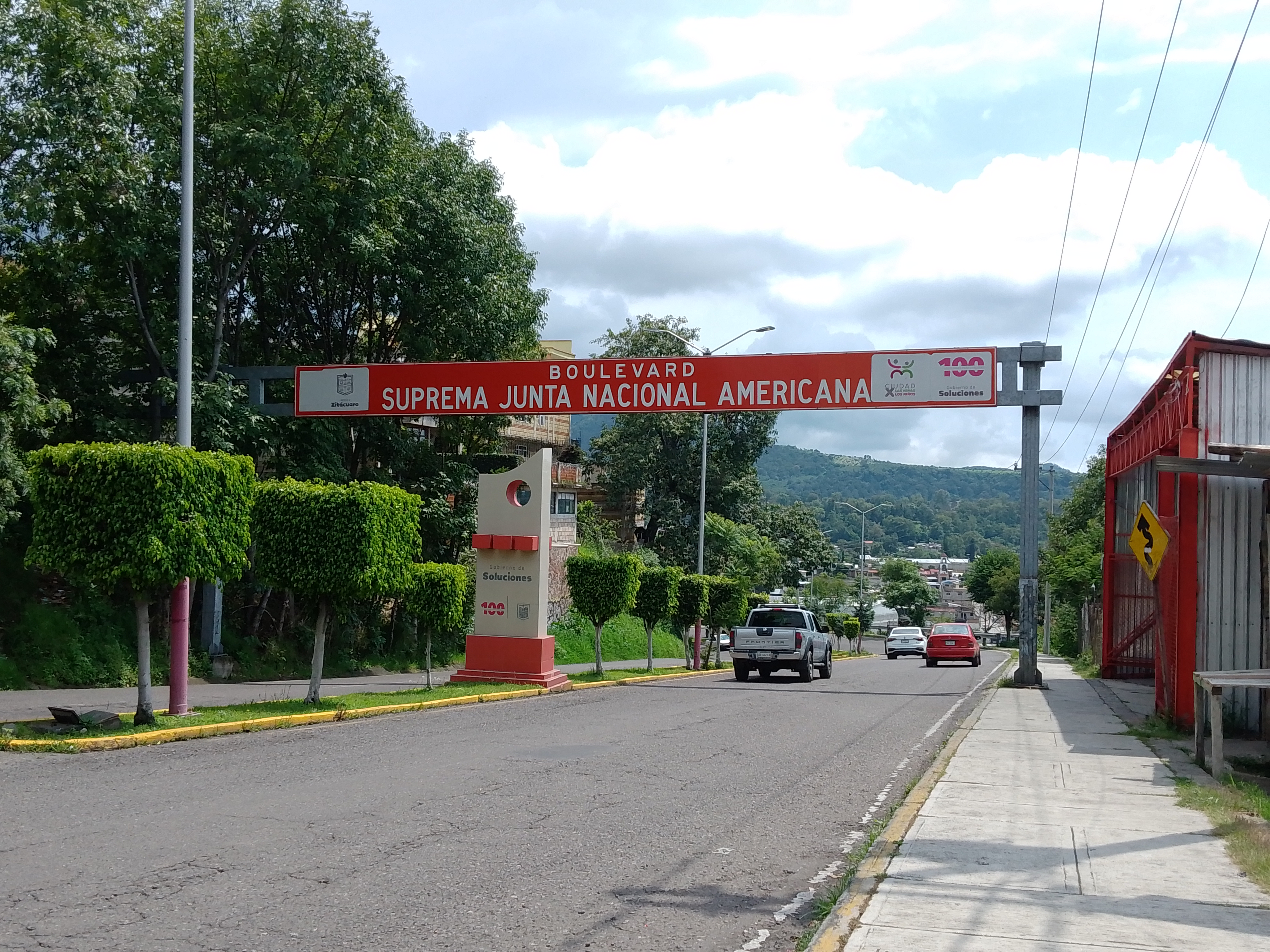
Letrero de la ciudad sobre la Junta de Zitácuaro